# Karl Bishop Weyland
Karl Bishop Weyland es un personaje ficticio  creado por los guionistas Walter Hill y David Giler, y resulta ser uno de los iconos más reivindicativos de la popular saga de películas Alien. Ha aparecido, o ha sido mencionado, en todas y cada una de las películas de la franquicia, sobre todo el nombre de la unión corporativa Weyland-Yutani.

## Biografía ficticia
Nacido en 1956, Charles Bishop Weyland se convirtió de manera audaz y fugaz en uno de los empresarios más respetados del mundo tecnológico. Fácilmente, su empresa, Weyland Enterprises, se convirtió en la gran desarrolladora de productos técnicamente útiles para la población.
En 2003, se le diagnosticó Cáncer de Pulmón, por lo cual se comenzó a desarrollar la idea de preservar sus recuerdos en un humanoide. En 2004, guiado por unas extrañas emisiones térmicas procedentes de la Antártida, realizó, junto con un equipo de casi 20 personas, una expedición para comprobar el origen. Según testimonios de la única superviviente de la expedición, Alexa Woods, Charles murió de una insuficiencia cardio respiratoria en una cueva glacial. También afirmó el desprendimiento del lugar, causando la muerte de varios de sus compañeros. Al quedar dos de ellos, uno murió de hipotermia al tener que atravesar un lago helado. En sus memorias, publica que todo cuanto dijo fue una gran mentira, para proteger a la humanidad del daño que podría haber causado esa información.
En el año 2468, la compañía ya se había anexionado con las Empresas Yutani, donde gobernaba con mano de hierro, Karl Bishop Weyland, humanoide con los recuerdos de Charles. Durante la creación de la colonia Freyas' Prospect, Weyland fue asesinado por un marine no identificado. Su sucesor en el cargo, también llamado Karl Bishop Weyland, ha designado como total prioridad seguir con la investigación de su predecesor.

### Charles Bishop Weyland en el cine
Siempre se le atribuido el rasgo de frío y calculador, aunque sus muestras de sentimientos humanos las dio en Aliens y en Alien vs. Predator. Ha aparecido en Aliens, interpretando a Bishop, androide médico que fue diseñado a partir de Charles; en Alien 3, como Karl Bishop Weyland, cuyo principal interés era preservar a una reina Alien, y por último, en Alien vs. Predator, como Charles Bishop Weyland. Fue interpretado por Lance Henriksen en todas las ocasiones

### Charles Bishop Weyland en los videojuegos
Sólo ha aparecido en el reciente videojuego Aliens vs. Predator, como Karl Bishop Weyland, y Aliens Colonial Marines cuyo objetivo era conseguir las coordenadas del planeta de origen de los xenomorfos. Lance Henriksen prestó su voz para el personaje.